# Constante de Glaisher-Kinkelin
En matemáticas, la constante de Glaisher-Kinkelin o constante de Glaisher, denotada como A, es una constante matemática relacionada con funciones especiales como la función K, la función G de Barnes, la función gamma y la función zeta de Riemann. Lleva el nombre de los matemáticos James Glaisher y Hermann Kinkelin .
Su valor aproximado es:
A = 1.282 427 129 100 622 636 87
La constante de Glaisher-Kinkelin {\displaystyle A} se define mediante el siguiente límite :
{\displaystyle A=\lim _{n\rightarrow \infty }{\frac {H(n)}{n^{{\tfrac {n^{2}}{2}}+{\tfrac {n}{2}}+{\tfrac {1}{12}}}\,e^{-{\tfrac {n^{2}}{4}}}}}}
dónde {\displaystyle H(n)} es el hiperfactorial: 
{\displaystyle H(n)=\prod _{i=1}^{n}i^{i}=1^{1}\cdot 2^{2}\cdot 3^{3}\cdot {...}\cdot n^{n}}
que presenta una similitud entre con la fórmula de Stirling:
{\displaystyle {\sqrt {2\pi }}=\lim _{n\to \infty }{\frac {n!}{n^{n+{\frac {1}{2}}}\,e^{-n}}}}
con el factorial regular:
{\displaystyle n!=\prod _{i=1}^{n}i=1\cdot 2\cdot 3\cdot {...}\cdot n}
Esto demuestra que así como {\displaystyle {\sqrt {2\pi }}} se obtiene a partir de la aproximación de los factoriales, {\displaystyle A} se obtiene a partir de la aproximación de los hiperfactoriales.

## Relación con funciones especiales
Así como los factoriales pueden extenderse a los números complejos mediante la función gamma tal que {\displaystyle \Gamma (n)=(n-1)!} para números naturales n, los hiperfactoriales se pueden extender mediante la función K con {\displaystyle K(n)=H(n-1)}, también para números naturales n. Tenemos:
{\displaystyle K(z):=(2\pi )^{-{\frac {z-1}{2}}}\exp \left[{\binom {z}{2}}+\int _{0}^{z-1}\ln \Gamma (t+1)\,dt\right]}
Esto nos da: 
{\displaystyle A=\lim _{n\rightarrow \infty }{\frac {K(n+1)}{n^{{\tfrac {n^{2}}{2}}+{\tfrac {n}{2}}+{\tfrac {1}{12}}}\,e^{-{\tfrac {n^{2}}{4}}}}}} .
Una función relacionada con la función K es la función G de Barnes, que es definida como
{\displaystyle G(n)={\frac {(\Gamma (n))^{n-1}}{K(n)}}}
y para el cual existe un límite similar:
{\displaystyle {\frac {1}{A}}=\lim _{n\rightarrow \infty }{\frac {G(n+1)}{\left(2\pi \right)^{\frac {n}{2}}n^{{\frac {n^{2}}{2}}-{\frac {1}{12}}}e^{-{\frac {3n^{2}}{4}}+{\frac {1}{12}}}}}} .
La constante de Glaisher también aparece en la evaluación de la función K y la función Barnes-G en valores racionales como los siguientes:
{\displaystyle K(1/2)={\frac {A^{3/2}}{2^{1/24}e^{1/8}}}}
{\displaystyle K(1/4)=A^{9/8}\exp \left({\frac {G}{4\pi }}-{\frac {3}{32}}\right)}
{\displaystyle G(1/2)={\frac {2^{1/24}e^{1/8}}{A^{3/2}\pi ^{1/4}}}}
{\displaystyle G(1/4)={\frac {1}{2^{9/16}A^{9/8}\pi ^{3/16}\varpi ^{3/8}}}\exp \left({\frac {3}{32}}-{\frac {G}{4\pi }}\right)}
Tenemos la constante del catalán {\displaystyle G} y la constante de la lemniscata {\displaystyle \varpi }.
El logaritmo de G ( z + 1) tiene la siguiente expansión asintótica: 
{\displaystyle \ln G(z+1)={\frac {z^{2}}{2}}\ln z-{\frac {3z^{2}}{4}}+{\frac {z}{2}}\ln 2\pi -{\frac {1}{12}}\ln z+\left({\frac {1}{12}}-\ln A\right)+\sum _{k=1}^{N}{\frac {B_{2k+2}}{4k\left(k+1\right)z^{2k}}}+O\left({\frac {1}{z^{2N+2}}}\right)}
La constante {\displaystyle A} También se puede utilizar para dar algunos valores de la derivada de la función zeta de Riemann como expresiones de forma cerrada, tales como:  
{\displaystyle \zeta '(-1)={\tfrac {1}{12}}-\ln A}
{\displaystyle \zeta '(2)={\frac {\pi ^{2}}{6}}\left(\gamma +\ln 2\pi -12\ln A\right)}
con γ siendo la constante de Euler-Mascheroni .

## Sumas y productos
La fórmula anterior para {\displaystyle \zeta '(2)} da la siguiente suma:
{\displaystyle \sum _{k=2}^{\infty }{\frac {\ln k}{k^{2}}}={\frac {\pi ^{2}}{6}}\left(12\ln A-\gamma -\ln 2\pi \right)}
la cual nos da un producto relacionado encontrado por Glaisher :
{\displaystyle \prod _{k=1}^{\infty }k^{\frac {1}{k^{2}}}=\left({\frac {A^{12}}{2\pi e^{\gamma }}}\right)^{\frac {\pi ^{2}}{6}}}
De manera similar tenemos la suma
{\displaystyle \sum _{k=3,5,7,...}{\frac {\ln k}{k^{2}}}={\frac {\pi ^{2}}{24}}\left(36\ln A-3\gamma -\ln 16\pi ^{3}\right)}
Lo cual da:
{\displaystyle \prod _{k=3,5,7,...}k^{\frac {1}{k^{2}}}=\left({\frac {A^{36}}{16\pi ^{3}e^{3\gamma }}}\right)^{\frac {\pi ^{2}}{24}}}
Un producto alternativo, definida sobre los números primos: 
{\displaystyle \prod _{p{\text{ primo}}}^{\infty }p^{\frac {1}{p^{2}-1}}={\frac {A^{12}}{2\pi e^{\gamma }}}}
Una representación en serie para esta constante se deriva de una serie para la función zeta de Riemann dada por Jesús Guillera: 
{\displaystyle \ln A={\frac {1}{8}}-{\frac {1}{2}}\sum _{n=0}^{\infty }{\frac {1}{n+1}}\sum _{k=0}^{n}(-1)^{k}{\binom {n}{k}}(k+1)^{2}\ln(k+1)}

## Integrales
Las siguientes son algunas integrales relacionadas con la constante de Glaisher: 
{\displaystyle \int _{0}^{\infty }{\frac {x\ln x}{e^{2\pi x}-1}}\,dx={\frac {1}{24}}-{\frac {1}{2}}\ln A}
{\displaystyle \int _{0}^{\frac {1}{2}}\ln \Gamma (x)\,dx={\frac {3}{2}}\ln A+{\frac {5}{24}}\ln 2+{\frac {1}{4}}\ln \pi }
{\displaystyle \int _{0}^{\infty }{\frac {(1-e^{-x/2})(x\coth {\tfrac {x}{2}}-2)}{x^{3}}}dx=3\ln A-{\frac {1}{3}}\ln 2-{\frac {1}{8}}}
{\displaystyle \int _{0}^{\infty }{\frac {(8-3x)e^{x}-8e^{x/2}-x}{4x^{2}e^{x}(e^{x}-1)}}dx=3\ln A-{\frac {7}{12}}\ln 2+{\frac {1}{2}}\ln \pi -1}